# Sky Airlines
Sky Airlines was een luchtvaartmaatschappij met als hoofdkantoor Antalya in Turkije. Het was een charterluchtvaartmaatschappij en vloog naar bestemmingen in Turkije, Europa, Zuid-Amerika, en het Midden-Oosten. De hub van Sky Airlines was Luchthaven Antalya. Op 4 juni 2013 maakte Sky Airlines bekend haar vluchten tot nader order te staken. Op 6 augustus 2013 is Dti Dutch Travel International BV, handelend onder de naam Sky Airlines, te Hoofddorp failliet verklaard.

## Codes
- IATAcode: ZY (Sinds 2011)
- ICAOcode: SHY
- Callsign: Antalya Bird

## Geschiedenis
Sky Airlines is opgericht in 2000 en begon met vliegen in 2001. De maatschappij is 100% in bezit van de Kayi Groep.

## Vloot

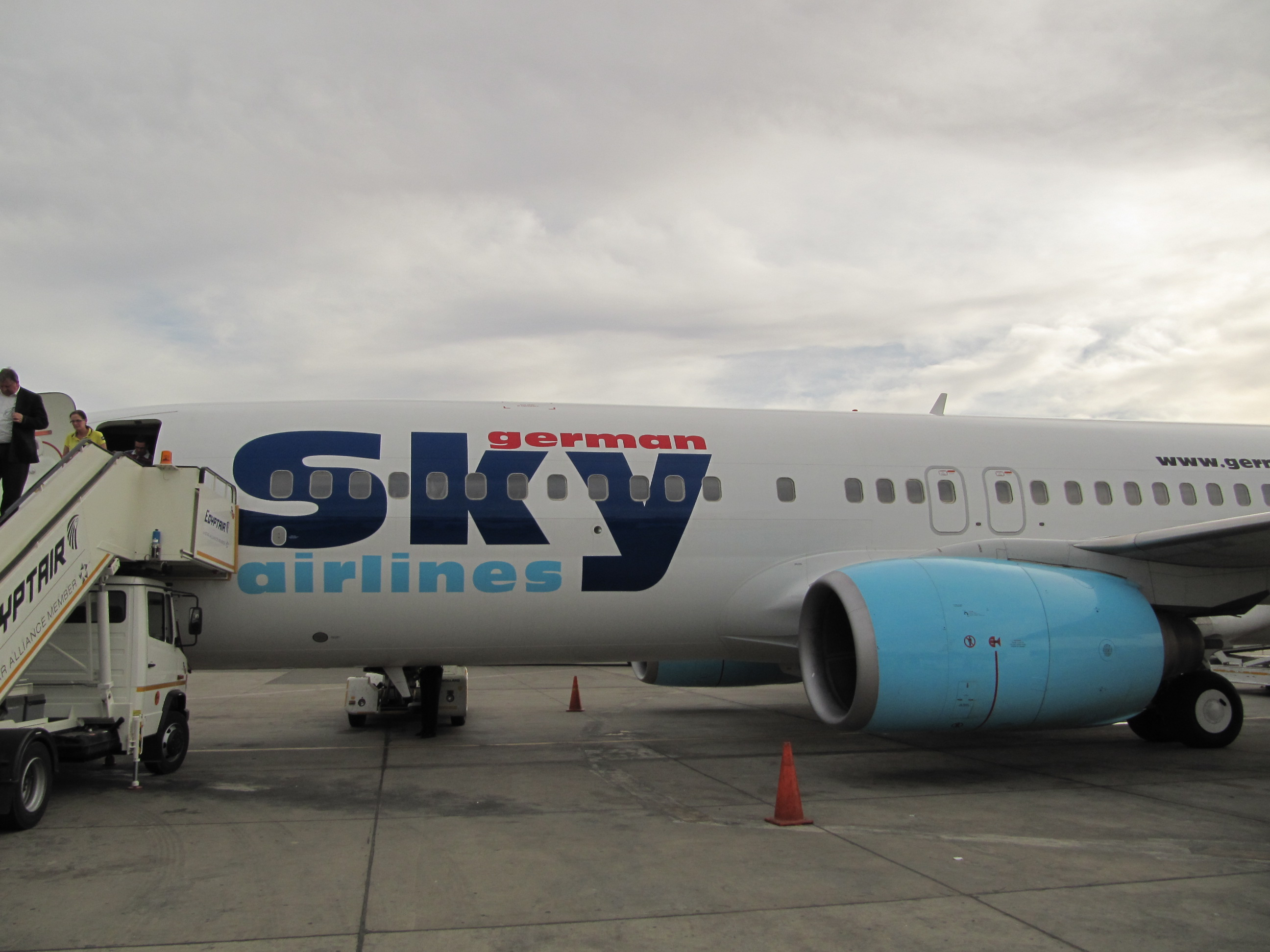
Toestel van German Sky Airlines (GHY)

Sky Airlines vloog met de volgende vliegtuigen (mei 2013)

## Bestemmingen
Binnenland: Antalya
Buitenland: Berlijn (Tegel); Berlijn (Schönefeld); Bremen; Keulen/Bonn; Dresden; Düsseldorf; Dortmund; Erfurt; Frankfurt; Friedrichshafen; Hamburg; Hannover; Karlsruhe/Baden-Baden; Leipzig; München; Münster; Weeze/Niederrhein; Neurenberg; Paderborn; Rostock; Stuttgart; Frankfurt/Hahn; Saarbrücken; Zweibrücken; Kopenhagen; Billund; Bazel/Mulhouse; Zürich; Wenen; Salzburg; Graz; Linz; Tel Aviv; Sofia; Varna; Parijs (Charles De Gaulle); Lyon; Praag; Oslo; Rijsel; Stavanger; Kristiansand; Trondheim; Brussel; Luik; Oostende/Brugge; Debrecen; Boedapest; Stockholm; Göteborg; Gdańsk;Katowice; Poznan; Warschau; Krakau; Wrocław; Łódź; Bydgoszcz; Szczecin; Rzeszow; Almaty; Karaganda; Shymkent; Sarajevo; Tirana
Nederland: Groningen; Rotterdam; Eindhoven; Maastricht; Amsterdam.

## Incidenten
- Op 10 oktober 2011 zakte een Boeing 737 van Sky Airlines door zijn landingsgestel tijdens de landing op de Luchthaven van Antalya. Het toestel gleed verder over de landingsbaan op een motor om uiteindelijk veilig tot stilstand te komen. Geen van de 156 passagiers raakte gewond.

ACT Airlines · AJet · Corendon Airlines · Freebird Airlines · MNG Airlines · Pegasus Airlines · Southwind Airlines · SunExpress · Tailwind Airlines · Turkish Airlines ·  Turkish Cargo · ULS Airlines Cargo

Vluchten gestaakt: Air Anatolia · Ankair · AtlasGlobal · Bestair · Birgenair · Borajet · Fly Air · Inter Airlines · IZair · Orbit Express Airlines · Onur Air · Saga Airlines · Sky Airlines · Tarhan Tower Airlines · Turkuaz Airlines